# Communauté rurale de Nioro Alassane Tall
La communauté rurale de Nioro Alassane Tall est une communauté rurale du Sénégal située à l'ouest du pays, dans le Sine-Saloum. 
Elle fait partie de l'arrondissement de Toubacouta, du département de Foundiougne et de la région de Fatick.
Lors du dernier recensement, la CR comptait 26 970 personnes et 3 051 ménages.